# Бридж (пирсинг)

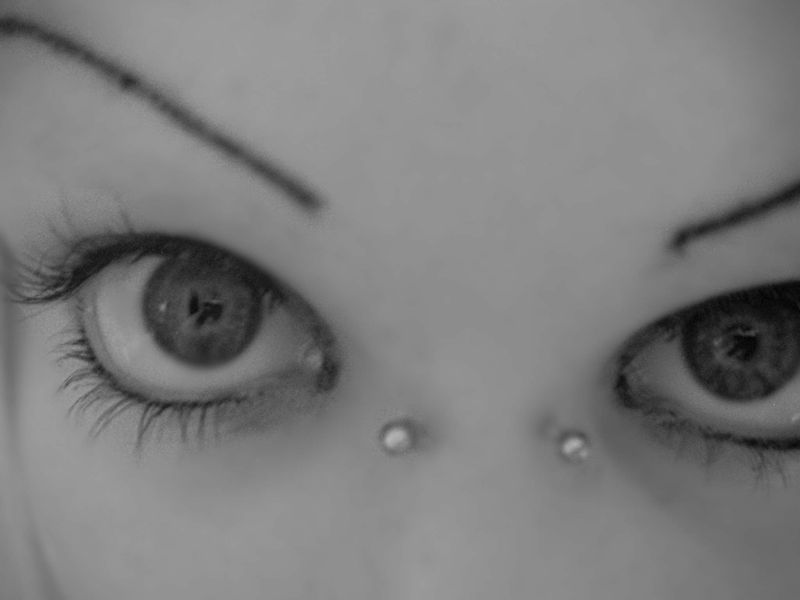

Бридж (пирсинг) — прокол тканей в области переносицы на уровне глаз или между бровями с целью установки и ношения украшения.
В качестве украшения, как правило, используется штанга. В некоторых случаях индивидуальные особенности анатомии позволяют создать композицию из нескольких проколов переносицы (бриджей). Как правило, при комбинации нескольких бриджей в качестве украшений используются отдельные штанги для каждого прокола.
Этот вид пирсинга подходит людям с большим количеством тканей в области переносицы. В случае создания бриджа на переносице с тонкой кожей существует высокая вероятность отторжения или миграции пирсинга.
Дополнительная разновидность — вертикальный бридж. Вертикальный бридж относится к плоскостным видам пирсинга, технология его установки и методы обработки при заживлении отличаются от аналогичных при простом варианте прокола Бридж. В качестве украшения, как правило, используются изогнутые штанги-бананы, изначально разработанные для проколов пупка, а также специальные изогнутые штанги для плоскостного пирсинга.